# Isidore Tournan
Isidore Tournan, né le 14 août 1874 à Montadet (Gers) et mort le 30 septembre 1939 à Fomperron (Deux-Sèvres), est un homme politique français.

## Biographie

### Jeunesse et formation
Le père d'Isidore Tournan était métayer. Il effectue de bonnes études secondaires au lycée d'Auch, puis obtient une licence ès lettres et un doctorat en droit.

### Parcours professionnel
Après avoir réussi le concours, il devient rédacteur au ministère du Commerce, puis chef de l'information économique. Il adhère au Parti républicain-socialiste dès 1907, à Lombez, et il devient conseiller général du Gers celle année-là. 
Également avocat à la Cour, François Tournan collabore à de nombreux journaux et revues et publié : L'Assurance sur la vie en France au XIXe siècle (1900), Le régime des alcools (1916), Aujourd'hui, demain... (1920).
Il est élu député aux élections législatives françaises de 1910, à 4 917 voix contre 4 387 face au député sortant, Pons. Il est réélu le 26 avril 1914, par 4 651 voix contre 3 611.
Il est nommé vice-président de la commission de législation fiscale. Il est rapporteur du projet de loi sur le régime des alcools.
Au cours de la Première Guerre mondiale, il commande pendant la Bataille des Flandres une compagnie du 74e régiment territorial. Il reçoit la Croix de guerre 1914-1918. Il passe plus tard à l'État-major de la 89e division, puis à celui du 13e corps d'armée. Il propose en 1915 une contribution extraordinaire sur le revenu pendant la durée de la guerre.
En 1919, il échoue à être réélu. Il est toutefois élu sénateur du Gers au premier tours en 1924 et le reste jusqu'à son décès.
Il est inscrit au sein du groupe de la gauche démocratique radicale et radicale socialiste au Sénat. Il rédige des rapports sur les matières premières et le rapport entre leur évolution et le commerce, les colonies et l'agriculture. Il décède à l'âge de soixante-cinq ans, d'une crise cardiaque, alors qu'il était encore sénateur.